# حكومة فرج بن غانم
حكومة فرج بن غانم هي حكومة يمنية، كُلف فرج سعيد بن غانم بتشكيلها في 15 سبتمبر 1997 واستمرت حتى 15 مايو 1998.

## أعضاء الحكومة
| الوزارة                                 | الإسم                     |
| --------------------------------------- | ------------------------- |
| رئيس الوزراء                            | فرج بن سعيد بن غانم       |
| نائب رئيس الوزراء ووزير الخارجية        | عبد الكريم الإرياني       |
| وزير الخدمة المدنية والإصلاح الإداري    | محمد أحمد الجنيد          |
| وزير الدفاع                             | محمد ضيف الله محمد        |
| وزير الداخلية                           | حسين عرب                  |
| وزير التخطيط والتنمية                   | عبد القادر باجمال         |
| وزير النفط والثروات المعدنية            | محمد الخادم الوجيه        |
| وزير الشئون القانونية وشئون مجلس النواب | عبد الله أحمد غانم        |
| وزير العدل                              | إسماعيل أحمد الوزير       |
| وزير التأمينات والشئون الاجتماعية       | محمد عبد الله البطاني     |
| وزير المواصلات                          | أحمد محمد الآنسي          |
| وزير الإدارة المحلية                    | صادق أمين أبو رأس         |
| وزير التموين والتجارة                   | عبد الرحمن محمد علي عثمان |
| وزير المالية                            | علوي صالح السلامي         |
| وزير الثروة السمكية                     | أحمد مساعد حسين           |
| وزير النقل                              | عبد الملك السياني         |
| وزير الإعلام                            | عبد الرحمن الأكوع         |
| وزير الصناعة                            | أحمد محمد صوفان           |
| وزير الشباب والرياضة                    | عبد الوهاب راوح           |
| وزير الكهرباء والمياه                   | علي حميد شرف              |
| وزير الزراعة والموارد المائية           | أحمد سالم الجبلي          |
| وزير الثقافة والسياحة                   | عبد الملك منصور           |
| وزير الإنشاءات والإسكان والتخطيط الحضري | عبد الله حسين الدفعي      |
| وزير العمل والتدريب المهني              | محمد محمد الطيب           |
| وزير الأوقاف والإرشاد                   | أحمد محمد الشامي          |
| وزير الصحة العامة                       | عبد الله عبد الولي ناشر   |
| وزير التربية والتعليم                   | يحيى محمد الشعيبي         |
| وزير شئون المغتربين                     | عبد الله صالح سبعة        |
| وزير الدولة لشئون مجلس الوزراء          | أحمد علي البشاري          |